# Jesús Fernández Collado
Jesús Fernández Collado (Madrid, 11 juni 1988) – alias Jesús – is een Spaans voetballer die speelt als doelman. In juli 2024 verruilde hij FC Voluntari voor Politehnica Iași.

## Carrière
Jesús werd geboren in Madrid en begon met voetballen bij een daar gesitueerde amateurclub. Later speelde de doelman nog in de jeugd van Villarreal en Getafe. Hij debuteerde in het profvoetbal bij Numancia, waarvoor hij eerst nog in het reserveteam gespeeld had. In 2010 keerde Jesús terug naar Madrid, toen hij ingelijfd werd door Real Madrid, waar hij in het tweede team ging spelen in de Segunda División B. Voor het eerste elftal van Real maakte hij zijn debuut op 21 mei 2011, toen hij op de slotdag van het seizoen tegen Almería mocht invallen voor Jerzy Dudek.
Op 4 augustus kwam er een akkoord tussen Real Madrid en Levante over de transfer naar de Valenciaanse club. Jesús tekende voor twee seizoenen. Na anderhalf jaar verhuisde hij naar Granada. De zomer erna vertok Jesús weer, toen Cádiz zijn nieuwe werkgever werd. In de zomer van 2017 verkaste Jesús naar Cultural Leonesa, waar hij zijn handtekening zette onder een verbintenis voor de duur van drie seizoenen.
Een jaar later werd het Roemeense CFR Cluj zijn nieuwe werkgever. Jesús werd in januari 2020 voor een halfjaar verhuurd aan Panetolikos. Hier zat hij initieel vooral op de bank, maar door een blessure van eerste doelman Christopher Knett kwam de Spanjaard toch nog tot elf competitieoptredens. Medio 2020 werd Sepsi zijn nieuwe club. Na een jaar vertrok hij hier weer. Hierop keerde Fernández terug naar Spanje. Hij tekende voor een jaar bij Hércules. Na afloop van dit contract tekende hij voor FC Voluntari. Medio 2024 verkaste Fernández binnen Roemenië naar Politehnica Iași.

## Erelijst
| Liga 1 | 1 | 2018/19 |